# Amparo Galindo
Amparo Galindo es una química española, profesora de Ingeniería Química en Imperial College London (Universidad Imperial de Londres, en español) desde el año 2002 y codirectora del Instituto de Ciencia e Ingeniería Molecular desde el año 2020. Su investigación se centra en el desarrollo de nuevos enfoques en mecánica estadística para sistemas complejos y su aplicación para entender procesos relevantes de procesos industriales. En 2023, recibió la Medalla Guggenheim de la Institución de Ingenieros Químicos.

## Biografía
Galindo estudió química en la Universidad Complutense de Madrid. Se trasladó a la Universidad de Sheffield, donde realizó su investigación predoctoral en química física, culminando con la presentación de su tesis doctoral titulada "Prediction of the phase equilibria of associating systems using the SAFT approach" ("Predicción del equilibrio de fases de sistemas asociativos utilizando el enfoque SAFT", en español). Su investigación utilizó la teoría estadística de fluidos asociativos para comprender los equilibrios de fases en este tipo de sistemas. Pasó un año en BP antes de unirse a la Universidad Tecnológica de Delft como investigadora postdoctoral. En 1999, Galindo se unió a la Universidad de Patras (Grecia), donde trabajó en diseño molecular de cristales líquidos. 
Galindo fue nombrada investigadora senior del Consejo de Investigación en Ingeniería y Ciencias Físicas en el Imperial College de Londres en el año 2000. Además, fue nombrada profesora titular en 2002 y catedrática en 2011.Sus intereses se centran en el desarrollo de mecánica estadística que ayude a comprender procesos relevantes de la química industrial. En particular, busca comprender el comportamiento de fases complejas en separaciones supercríticas, polímeros y cristales líquidos. Ha desarrollado el enfoque SAFT-γ Mie para predecir la solubilidad de ingredientes farmacéuticos activos en disolventes en entornos mixtos, una herramienta muy precisa para la predicción de propiedades en fluidos complejos, ya que tiene en cuenta los enlaces de hidrógeno y las interacciones electrostáticas. En 2018 fue nombrada titular de la Cátedra Lilly en Sistemas Moleculares Farmacéuticos por sus aportaciones en el desarrollo de simulaciones complejas para el descubrimiento de fármacos. 

## Obra
- Alexandros Lymperiadis; Claire S. Adjiman; Amparo Galindo; George Jackson (1 de diciembre de 2007). "A group contribution method for associating chain molecules based on the statistical associating fluid theory (SAFT-gamma)". The Journal of Chemical Physics. 127 (23): 234903. doi:10.1063/1.2813894. ISSN 0021-9606. PMID 18154411. Wikidata Q48012373.
- Alejandro Gil-Villegas; Amparo Galindo; Paul J. Whitehead; Stuart J. Mills; George Jackson; Andrew N. Burgess (8 de marzo de 1997). "Statistical associating fluid theory for chain molecules with attractive potentials of variable range". The Journal of Chemical Physics. 106 (10): 4168–4186. doi:10.1063/1.473101. ISSN 0021-9606.
- Niall MacDowell; Nick Florin; Antoine Buchard; et al. (2010). "An overview of CO2 capture technologies". Energy & Environmental Science. 3 (11): 1645. doi:10.1039/C004106H. ISSN 1754-5692. Wikidata Q56016650.

## Premios y reconocimientosç
- En 2023, Galindo recibió la Medalla Guggenheim de la Institución de Ingenieros Químicos por su sus aportaciones científicas en termodinámica y fluidos complejos. [5]